# Gunt
Gunt (rus. Гунт, tadž. Ғунд) je rijeka na jugu Tadžikistana, sjeverno od Šugnanskog grebena. Duga je 296 km, s površinom porječja od 13,700 km2.  Njegov izvor, jezero Jašilkul, nalazi se na rubu Alichur Pamira, visoke visoravni ili pamira na nadmorskoj visini od 3720 m. Grad Horog nalazi se na ušću Gunta u Panj (jedna od rijeka izvora Amu Darje, koja čini granicu između Tadžikistana i Afganistana). Pogledajte autonomnu regiju Gorno-Badahšan za okolno područje.
Gunt i njezin pritok Šahdara pokreću elektranu Pamir I. Protok rijeke je vrlo sezonski, nizak zimi, ali visok u srpnju i kolovozu zbog vode od topljenja snijega. Širina rijeke varira od 10 do 50 metara, a duboka je do 1,5 metara. Zbog planinskog terena, tok rijeke je vrlo brz, ponekad i preko 2 m/s. Korito joj je kamenito, a obale strme i nepristupačne. Rijeka često zauzme cijelu riječnu dolinu, ali ponekad se dijeli na nekoliko tokova.

## Vanjske poveznice
|  | Zajednički poslužitelj ima još gradiva o temi Gunt |